# Osric (roi du Deira)
Pour les articles homonymes, voir Osric.
Osric est le souverain du royaume anglo-saxon du Deira, dans le nord de l'Angleterre, pendant une année, de 633 à 634.

## Biographie
Osric est le fils d'Ælfric, oncle du roi Edwin de Northumbrie. À la mort de ce dernier, tué durant la bataille de Hatfield Chase le 12 octobre 633 face à Cadwallon ap Cadfan et Penda de Mercie, la Northumbrie sombre dans le chaos : Eanfrith s'empare du pouvoir en Bernicie, au nord, tandis qu'Osric devient roi de Deira, au sud. D'après Bède le Vénérable, Osric est, tout comme Eanfrith, un chrétien redevenu païen en montant sur le trône,.
Osric poursuit la guerre contre Cadwallon et l'assiège dans la ville d'York, mais il est tué lors d'une sortie menée par les forces du roi gallois. Celui-ci est finalement vaincu et tué plus tard la même année par Oswald de Bernicie, qui réunifie la Northumbrie. Bède rapporte que les listes de rois northumbriens omettent les apostats Osric et Eanfrith, attribuant leur année de règne au bon chrétien Oswald,.
Un fils d'Osric nommé Oswine monte sur le trône du Deira vers 644.